# NGC 927
NGC 927 في الفهرس العام الجديد، هي مجرة، تقع في كوكبة الحمل (كوكبة). اكتشفت في 18 يناير 1885 بواسطة يوهان بليسا.

## روابط خارجية
- NGC 927 على موقع ويكي سكاي: DSS2, SDSS, GALEX, IRAS, Hydrogen α, X-Ray, Astrophoto, Sky Map, Articles and images